# Leccionario 196
El Leccionario 196, designado por la sigla ℓ 196 (en la numeración Gregory-Aland), es un manuscrito griego del Nuevo Testamento. Paleográficamente ha sido asignado al siglo XV.

## Descripción
El códice contiene enseñanzas de los Evangelios de Juan, Mateo y Lucas. El texto está escrito en Caligrafía uncial, en 155 hojas de pergamino (29 cm por 18 cm), en una columna por página, 26 líneas por página.

## Historia
Frederick Henry Ambrose Scrivener y Caspar René Gregory datan el manuscrito del siglo XV, el Instituto de Investigación Textual del Nuevo Testamento lo relaciona también con el siglo XV. Se añadió a la lista de los manuscritos del Nuevo Testamento por Scrivener (número 204). Gregory lo vio en 1883. El manuscrito no se cita en las ediciones del Nuevo Testamento griego (UBS3). Actualmente, el códice se encuentra en la Biblioteca Bodleiana, en Oxford, Inglaterra.